# Нівхи
Ні́вхи — корінний народ Російської Федерації. Самоназва — нівхгу (людина).
Сусідні народи називали їх гіляха, гільями. Цю назву запозичили росіяни, надавши йому форму «гіляки». Цей етнонім широко вживався до 1930-х років. Частина старих нівхів називають себе гіляками й донині.

## Чисельність і територія
Розселені в північній частині острова Сахалін і в басейні річки Тимь (більше 2 тис. осіб), а також на Нижньому Амурі (2 386 осіб.).
Загальна чисельність за переписом 1989 р. — 4 631 осіб. Після 1989 року їхня чисельність офіційно зросла до 5,2 тис. осіб у 2002 році.
Чисельність нівхів у Російській імперії/СРСР/Російській Федерації

## Мапи розселення та поселень

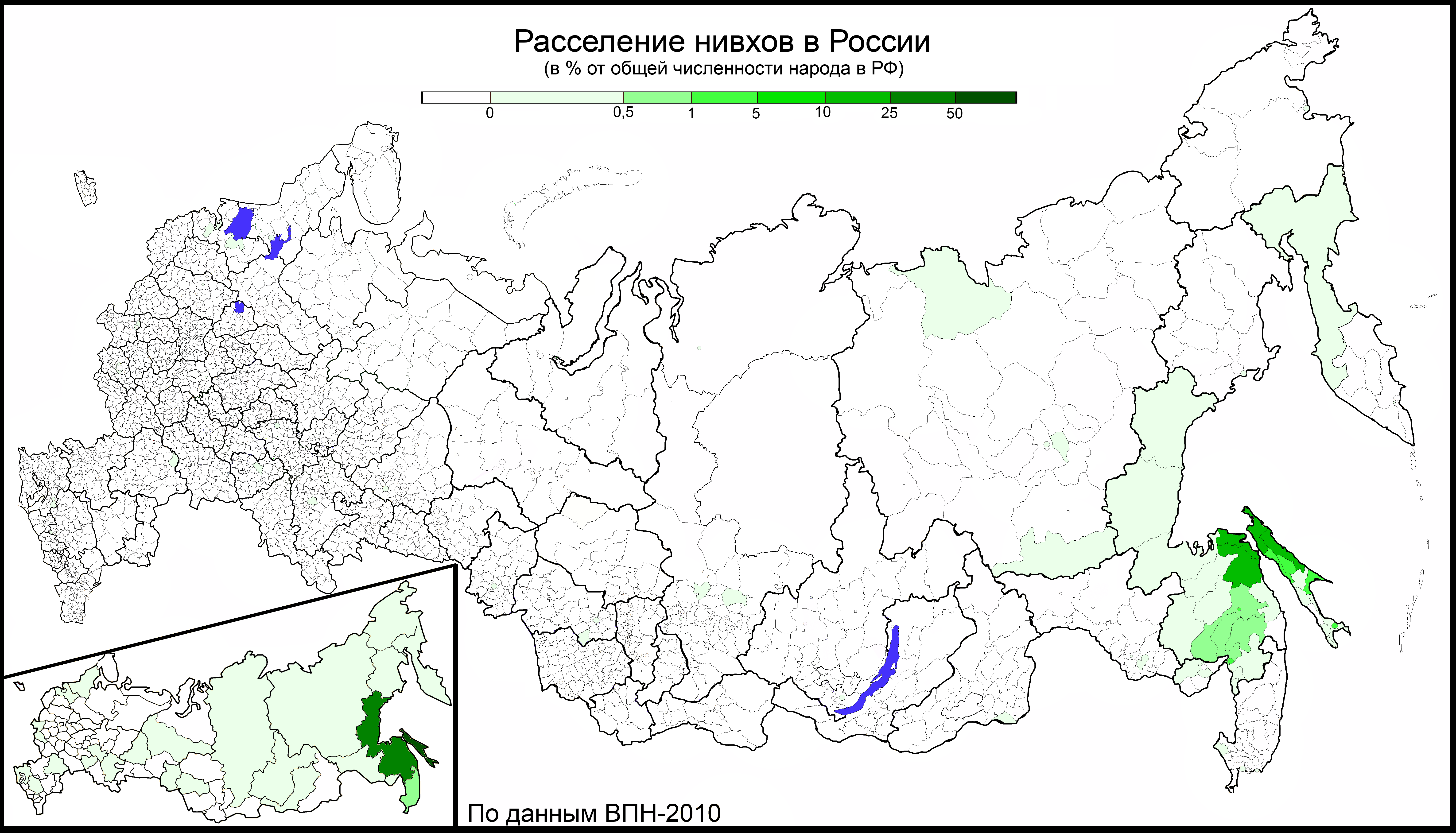
Частка нівхського населення району в загальній чисельності нівхів у РФ
Поселення нівхів у нижній течії Амуру та на Сахаліні